# Dąbrowica (stacja kolejowa na Ukrainie)
Dąbrowica (ukr. Дубровиця, ros. Дубровица) – stacja kolejowa w miejscowości Dąbrowica, w rejonie sarneńskim, w obwodzie rówieńskim, na Ukrainie. Leży na linii Równe – Baranowicze – Wilno.
Stacja istniała przed II wojną światową.